# Noriyuki Yamahana
Noriyuki Yamahana (山花典之 Yamahana Noriyuki?) nacido el 21 de septiembre de 1964 en Otaru, prefectura de Hokkaido Japón. Es un Mangaka reconocido por crear el manga Yume de Aetara.

## Biografía
Ganó el segundo premio en la 92.ª entrega de los Young Jump Monthly New Artist Awards con su historia One-shot 'Chôkan', e hizo su debut con una serie del mismo nombre en una edición extraordinaria de la Young Jump de Shūeisha llamada 'Great Seishun-go', con el seudónimo Hanako Yamazaki. 
En 1987. En noviembre de ese año, comenzó la serie 'CHI*GU*HA*GU' (ち・ぐ・は・ぐ?) en la revista Young Jump.
Entre noviembre de 1990 y junio de 1991, escribió 'Quartet (かるてっと?)'. Después, cambió su seudónimo a HANAKO y escribió 'E*KU*BO!' (エ・ク・ボ・！?) y 'Glass Age' (グラスエイジ?). 
En 1994 creó la serie de larga duración Yume de Aetara. Publicado por la revista Business Jump, entre enero de 1996 y enero de 2000, escribió 'Imôto (Hermana menor)' (妹?) mientras continuaba con el Manga Yume de Aetara.
Entre marzo de 2000 y marzo de 2003, escribió la serie 'Imôto ~Akane~' (妹～あかね～?) para la Young Jump. Su auto favorito es el Volvo color verde, su equipo de Béisbol favorito es el Yoimuri Giants y vive en la actualidad en la ciudad de Yokohama.

## Trabajos
- Chôkan (1987)
- Chi*gu*ha*gu (1987 - 1991)
- Quartet (1990)
- E*KU*BO! (1991)
- Glass Age (1993)
- Yume de Aetara (1994 - 1999)
- Imôto (1998 - 2000)
- Imôto ~Akane~ (2000)
- Orange Yane no Chîsana Ie (2005)
- Noel no Kimochi (2007)